# Црква Светог пророка Илије (Нижњи Новгород)
Црква Светог пророка Илије или Илијинска црква је парохијски храм Нижегородске епархије Руске православне цркве у Започају у Нижњем Новгороду у Русији. Црква је освећен у част Светог пророка Илије.
Према легенди, црква је подигнута у знак сећања на дане ослобађање Нижњег Новгорода од инвазије Татара и Ногајаца 1505. године. На месту њене изградње наводно је стајао шатор Ногаја Мурзе, којег је прецизним погодком убио заробљени топчија Феђа Литвич. По први пут суочена са страшним и разорним оружјем, војска Махмет-Емина је са бојишта побегла у паници.
Поуздана историја храма може се пратити до 1621. године. Храм је прво обновљен 1655. године у камену, потом 1779. године (када је у Царској трпези подигнута капела великомученика Мине) и 1874. године (када је уместо једне храм допио пет купола).
Храм је у функцији, а у њему су току рестаураторски радови.

## Положај и зашта
Црква Светог пророка Илије се налази на почетку улице Илинска. До храма се можете доћи градским превозом: стајалиште Рождественскаја на Нижње-Волжском насипу. Одатле се треба попети до конгреса Зеленског дуж Широке улице, до раскрсница улица Рождественскаја и Широка и потом савладати успон од око 50 метара. Од ове раскрснице са десне стране почиње улица Илинска, којом се након успоно од око 400 м треба попети до храма који је са налаз са десне стране улице .
Објекат је као споменик урбанизма и архитектуре проглашен за културног наслеђа народа Руске Федерације од регионалног значаја, на основу Одлука Извршног комитета Горког регионалног већа народних посланика бр. 471 од 18.12.1989.

## Историја

### Легенда о оснивању храма
Историја храма Светог Пророка Илије на Илинској гори до првог поузданог помена 1621. године заснива се на легендама. Први истраживач који је осветлио историју цркве био је нижегородски локални историчар Николај Храмцовски, који јој је о њој посветио мало поглавље у својој књизи „Опис историје и описа Нижњег Новгорода“ (1857). Књига даје опис затварања заробљених Литванаца у Нижњем Новгороду 1500. године и Махмет-Аминовог похода на град 1505. године. Податке о овом храму Храмцовски је преузео из новинарских дела: „Казански хроничар“ и књиге Василија Берха „Путовање у град Чердин и Соликамск“ (1821). Исти податак поновљен је и у чланку „Летопис цркве Светог пророка Божијег Илије у Нижњем Новгороду“ (1887) протојереја П.Благобразова. Нижњеновгородски локални историчар Николај Филатов у својој књизи Куполе које гледају у небо (1996) препричао је исте податке.
Према наведеном, 1500. године дошло је до сукоба између московског кнеза Ивана III и литванског кнеза Александра. Године 1501, у граду Вјазми , на реци Тростној, одиграла се битка између московских и литванских трупа. Литванци су поражени, а заробљеници су послати „у градове у ропство“. Значајан део њих послат је и у Нижњи Новгород. У исто време, цар Казанског каната Абдил Летиф , који је положио заклетву на верност Ивану III, покушао је да подигне устанак. Након што су послани у Казањ 1502. године, руски амбасадори Василиј Ноздревај и чиновник Иван Телеша свргнули су Абдила и поставили Махмед-Амина на чело краљевства. Међутим и Махмед Амин је 24. јуна 1505. подигао устанак, па је 40.000 Татара и 20.000 Ногаја кренуло је у поход на руске земље.
У то време, гувернер у Нижњем Новгороду био је Хабар Симски , који је тек касније постао познат, али у том периоду није имао средстава да одбије напад Махмед-Аминових хорди. Тада се један од становника сетио литванских стрелаца заточених у тамници, од којих је до тада преживело око 300 људи. Симски је наредио да их пусте и обећао слободу ако му помогну да спасу Нижњи Новгород. Литванци су пристали и одмах прионули на посао: навукли су топове на зидине Тверске цитаделе и уперили их у непријатељски логор, према Махмед-Амину и његовом зету Мурзи Ногајском који су стајали са војском преко реке Почајне, на супротном брду Тверске цитаделе. Тада је, према легенди, топовски метак који је испалио Феђа Литович погодио Мурзу Ногајског у груди. Међу трупама опсадника настала је збуњеност, и нападачи су се повукли.
Према легенди из књиге Василија Берха „Путовање у град Чердин и Соликамск“, у знак сећања на овај хитац који је спасао град, Нижњи Новгородци су 1506. године подигли цркву брвнару на самом месту где је смртно погођен пао Мурза Ногајски и посветили је Светом пророку Илија, по народном предању, владару громова и муња.
Црква брвнара постојала је до 1655. године, када је уместо дотрајале цркве подигнута нова камена црква,

### Поуздана историја

#### 17-18 век
Поуздани подаци о цркви се могу пратити од 1621. године, када се први пут помиње у Писарској књизи за Нижњи Новгород: „Црква Светог пророка Илије Древљана, клетски са тремом ... на звонику су три звона... И црква и свака зграда у цркви и звона на звонику су светски. По свој прилици, храм је био мали, једноставног типа, са куполом над двоводним кровом. Дрвени храм је постојао до 1655. године, када је залагањем свештеника Стефана  обновљен у камену.
Црква се у то време још увек сматрала малом у поређењу са осталим парохијским градским црквама. Молитвена сала је била квадратне основе са страном од три педља. Са истока је стајао олтар са једном полукружном апсидом, а са западне трпеза исте величине као и сам молитвени простор.
Изнад главног улаза висио је четвороводни звоник, карактеристичан по архитектонском решењу за нижегородску храмовну архитектуру 17. века: од подножја се уздизао у правоугаоном обиму и само на врху је имао отворену платформу са два велика лучна отвора. Изнад платформе налазио се осмозидни слој прстена и шатор са једним слојем гласина. Молитвена сала је била покривена сферичном куполом са једном куполом покривеном зеленим (антираним) плочицама .
Храм је страдао током Великог пожара 1715. године. Обновљен је и поново освећен 19. јуна 1717. године , о чему сведочи натпис на дрвеном крсту који се чува у цркви.
Приликом рестаурације цркве у трпези, са леве стране, дозидана је капела посвећена светом великомученику Мини Египћанину (по вери хришћанина, a пo занимању војник у Котуанској области, под влашћу трибуна Фирмилијана), освећена 1722. године.
Храм је поново изгорео 1762. године али је убрзо обновљен.
Године 1779. Нижњи Новгород је постао престоница намесништва . У граду су се одвијале урбанистичка трансформације у духу раног класицизма , што је обухватило и Илијанска црква. У трпези је установљена капела као зимска црква, а првобитни кров је замењен функционалнијим четвороводним.
Током 1783. године, при састављању општег инвентара храма, Синод је известио: црква је „камена, хладна, тврда. У тој цркви, унутар истих зидина, освећена је и слободна за смештај људи капела на левој страни Свете великомученице Мине. У њему су неке посуде од сребра са позлатом, друге од калаја. Црквених утвари и књига има довољно.
Најранији црквени инвентар храма из 1804. године не даје никакве податке о времену изградње. Према документу, црква је тада била камена, са дрвеним кровом, покривена црепом. Гвоздени крст, двоструко је позлаћен. Звоник је камен, са каменом куполом. У трему је убожница. У звоник је постављено шест звона  .
Почетком 19. века Илијанска црква је имала малу парохију , а свештенство су чинила три лица: свештеник, ђакон и понор . Године 1817. служио је протојереј Јован Семјонов; ђакон  - Калистрат Поликарпов; редовни ђакон – Павле Васиљев. Међу расколницима је било само 46 мушких парохијана: два мушкарца и седам жена. Иза цркве није било земље или другог поседа.
У наредним годинама, парохија цркве је такође остала малобројна, није прелазила 100 људи. У 1868-1869. гдини, према пројекту архитекте Н. Б. Фелдта , изграђена је камена двоспратна зграда дуж црвене линије Иљинске улице у близини олтара цркве, намењена за дом свештенства.
Године 1874-1875 црква је проширена обновом трпезарије. Пројекат од 5. марта 1874. године урадио је архитекта И.К.Кострјуков. Уместо једне куполе изнад молитвене сале, пројектовано је пет купола. Уклоњена је купола изнад олтара, а основа звоника са улазним тремом и трпезаријом дозидани су са свих страна новим зидовима. Тако се изглед храма драстично променио. Надзор над радовима вршио је сам аутор пројекта . Средства за реструктурирање доделили су трговци из Нижњег Новгорода - парохијани храма: Андреј Бочкарев (црквени управник) и Митрофан Смирнов. Цркву је снабдевена и новим црквеним прибором. Као резултат реструктурирања, храм је постао троолтарски; од мрачног и тмурног постао прилично простран и светао. Главни престо је освећен у име светог пророка Божијег Илије. У трпезарији су била два олтара: први, у пролазу на јужној страни, у част светог апостола Андреја Првозваног и Светог великомученика Пантелејмона ; други, на левој страни, је у част светог великомученика Мине Египћанина и седморице младића.
Приликом реконструкције цркве постављен је нови иконостас од храстовине, са ликовима високог уметничког дела, рађен у радионицама Серафимско-Дивејевског манастира . Од древних икона храма, посебно поштованом сматрала се икона Седморице Ефеских младића из 16. века, пред којом су се верници молили за болесне бебе. Познато је и да је при храму дуго постојала капела, која је приликом реконструкције дограђена на десној страни трпезарије.
Године 1893. извршена је спољашња и унутрашња поправка цркве, а 1897. године куполе су позлаћене. Године 1902. постављен је под од теракоте. Године 1914. црква је украшена живописом.

#### Совјетски период
Храмовна општина је 26. октобра 1918. године склопила уговор са Одељењем за раздвајање цркве од државе о коришћењу зграде и имовине. Познато је да је у то време црква имала осам звона, 26 богослужбених књига и 56 икона. Кућу свештенства власти су одузеле и адаптирале је за комуналне станове. Године 1927. седам предмета украшених драгим камењем одузето је из цркве од стране градског финансијског одељења, а 1929. године два олтарска сребрна крста из 18. века однета су у градски државни музеј.
Године 1922. умро је ректор цркве, отац Иоаков Матусевич. За новог пастира заједница је изабрала епархијског антисекташког мисионара Василија Адаменка, који је постао познат захваљујући разговорима одржаним 1921. године у Казанској цркви на Конгресу Зеленског. Мисионарски антисекташки разговори окупили су пуну цркву слушалаца и оставили снажан утисак: према речима савременика, Адаменково јавно појављивање довело је до смањења посећености на разговорима јеванђелиста који су се окупљали у бившој пољској цркви преко пута Казањске цркве Предвођена оцем Василијем. Црквена општина је привремено скренула у обновитељство : у повељи од 9. августа 1923. године изјавила је да одбацује хијерархију „награда и одликовања“, и настоји „да спроведе у дело изборно начело у замену за црквене положаја од епископа до псалмопојца, а богослужења ће се обављати „на општеразумљивом руском језику уз проповед Речи Божије. Године 1931. заједница је о свом трошку издала бревијар на руском језику, који је саставио отац Василије. Сам Адаменко је у јулу 1931. био секретар Митрополитске црквене управе Нижњегородске територије при митрополиту обновитељском Јовану (Миртову)  .
За разлику од других обновитељских заједница, које су истицале своју лојалност совјетској власти и неумешаност у контрареволуционарне акције, Иљинска заједница се одликовала опозиционим активностима. Активности оца Василија привукле су пажњу НКВД-а, па је 9. децембра 1931. године ухапшен и 18. априла 1932. године осуђен, по чл. 58 стр.10 КЗ н три године у концентрационом логору. После одслужења затворске казне отац Василиј је пуштен и дозвољено му је да се настани у Владимиру. Касније се вратио у Нижњи Новгород, али је поново ухапшен и и због својих активности осуђен на смрт 1937. године.
Црквом, која је остала без пароха, управљала је обновитељска „митрополитска управа“ која је пропала. 9. септембра 1933. Градско веће Горког примило је изјаву заменика ректора цркве митрополита Јована Миртова – архиепископа Инокентија – са упутством парохијског савета Илијевске цркве, која је садржала захтев да се храм затвори:
Због чињенице да је заједница ... премала и сиромашна, због своје локације не може да привуче вернике који би могли да одржавају материјално стање цркве, затим крађе које се у њој често врше (6 пута у току године). ), што је такође нарушило њену финансијску ситуацију. Уз све ово, постојећи порески дуг, који заједница није у могућности да плати, тражимо од Градског већа Горког да раскине уговор са заједницом и обезбеди заступника за пријем црквене имовине Илије цркве. 
Цитат из изјаве архиепископа Инокентија Градском већу Горког.
Дана 10. септембра 1933. године Президијум Свердловског окружног савета одлучио је да затвори цркву. Указом од 27. септембра њена зграда је додељена Обласној архивској управи, са намером да се адаптира за тајни архив. Ипак, 11. октобра, Президијум Окружног већа је у цркви основало радионицу за израду обуће, а 25. октобра је Градско финансијско одељење продало цркву Козхснабсбиту, који је почео да преопрема зграду. У међувремену, тек 28. октобра уследила је одлука Президијума Горког обласног извршног комитета о ликвидацији храма и преносу зграде у архив. Дисциплински су кажњени службеници одељења који су направили пропуст у примопредаји црквене зграде.
Даље, историја зграде нестаје из званичних докумената на дуже време, да би се у периоду од 1977. до 1982. године зграда Илијинске цркве била коришћена као сушара воћа затим пекара број 3, пекаре број 7, а касније, до 1994. године, пекара Нагорни.

### Ново доба
Године 1995. када је зграда храма стављена на билансно стањe Комитета за заштиту споменика културе Нижњеновгородске области црква је уступљена на коришћење православној заједници. Од октобра 1995. године до данас извођени су рестаураторски радови средствима парохије и добровољним прилозима. Велики допринос у рестаурацији и украшавању храма дао је Феликс Генадијевич Веркховодов.
Након што су изведени рестаураторски радови према пројекту архитекте А. Г. Челишева, 27. јула 2004. године Илијинска црква је оосвештана и на њој је враћен крст на звонику.
До 2014. године на Илијинској цркви обновљене су четири мале, велика куполе и кров.
Тренутно је храм потпуно реновиран и централни трг храма је осликан. Предвиђено је уређење и велика санација помоћног објекта.

## Архитектура
Зграда цркве која је зидана од тврдог материјала у основи је димензија 30,68 х 18,17 м. Темељи су од насутих шљунковита трака. Зидови су од црвене глинене опеке повезане уз помоћ кречно-пешчаног малтера, омалтерисани кречним малтером и окречени.
Четверик је прекривен затвореним сводом, на коме се налази светлосни бубањ. Плафон у Часној трпези је углавном раван. Олтарске апсиде су прекривене конхама. Предворје је покривено системом попречних сводова од опеке. Доњи ниво звоника лежи на цигленом крстастом своду са оголећом. Носећу конструкцију крова чине дрвени рогови.
Тридесетих година 20. века, када је зграда цркве адаптирана за пекарску радионицу, на њеној западној страни се појавио једноспратни анекс од силикатне цигле (у коме је била бивша котларница, а касније магацин).

## Занимљивост
Цркви Светог Илије Пророкај дала је име једној од историјских улица у граду Нижњи Новгород – Илијинској улици, правом музеју на отвореном, који се протеже од Скобе до Красноселске улице и носи име по цркви Светог Илије Пророка.
У почетку, Илијинска улица је била насељена трговцима, кочијашима и занатлијама. Већина кућа била је камена и скоро све куће припадале су трговцима. Пуни развој улице завршен је 80-их година 19. века, претварајући се у једну од најпрестижнијих и најскупљих улица у граду.
Године 1918. скоро у свим кућама су биле смештене установе војне флотиле. У то време улица је преименована у Краснофлотскаја, а тек 1990. године враћено је историјско име - Илијинска улица.